# Resolució 2140 del Consell de Seguretat de les Nacions Unides
La Resolució 2140 del Consell de Seguretat de les Nacions Unides, fou adoptada per unanimitat el 26 de febrer de 2014. El Consell va imposar sancions financeres i una prohibició de viatge contra persones i organitzacions que obstaculitzen el procés de transició política al Iemen.

## Observacions
La situació política, de seguretat, econòmica i humanitària al Iemen continuava sent problemàtica. Encara es produïen atacs terroristes contra la població, la infraestructura de petroli, gas i energia i el govern; pretenia, entre altres coses, interrompre el procés polític que estava en marxa després de la sortida del dictador Ali Abdallah al-Salih.

## Actes
El Consell va acordar que s'havia de dura a terme i plenament la transició política acordada a la Conferència Nacional de Diàleg, i recolzava la elaboració, entre d'altres;
a. Una nova constitució,
b. Una nova llei electoral,
c. Un referèndum sobre la nova constitució,
d. Una reforma de l'estat per fer del Iemen un estat federal,
e. Eleccions generals.
El govern del Iemen també va planificar crear una comissió per investigar les denúncies de violacions dels drets humans durant les protestes del 2011. A més, aviat s'introduirien lleis per a la justícia i la reconciliació nacional.

## Altres mesures
Tots els Estats membres havien de congelar tots els fons i béns de determinades persones i entitats al seu territori durant un any i imposar una prohibició de viatge. Es va crear un comitè integrat pels membres del Consell de Seguretat, que supervisaria aquestes sancions i enumeraria les persones i entitats contra les quals s'imposarien. Les condicions per a aquestes últimes obstaculitzen el procés polític, impedint l'aplicació de les decisions de la Conferència de Diàleg Nacional i la violència.
El setembre de 2012, els donants havien compromès 4.600 milions d'euros a una conferència de donants a Riad per estabilitzar el Iemen, proporcionant ajuda d'emergència i donant suport a la transició política. Es va demanar a la comunitat internacional que continués proporcionant ajuts d'emergència i que també financés el Pla de resposta estratègica per al Iemen. També va reconèixer les dificultats dels refugiats que volien retornar i van donar suport als esforços per ajudar-los.
Es va demanar a totes les parts implicades que respectessin el dret internacional humanitari. Es va denunciar el creixent nombre d'atacs d'Al Qaeda a la Península Aràbiga.
Finalment, el Consell va demanar al Secretari General que continués donant suport al Iemen, que continués coordinant l'ajuda internacional i que seguís informant sobre el progrés de la implementació d'allò que es va acordar en la Conferència de Diàleg Nacional.